# 캘리포니아섬

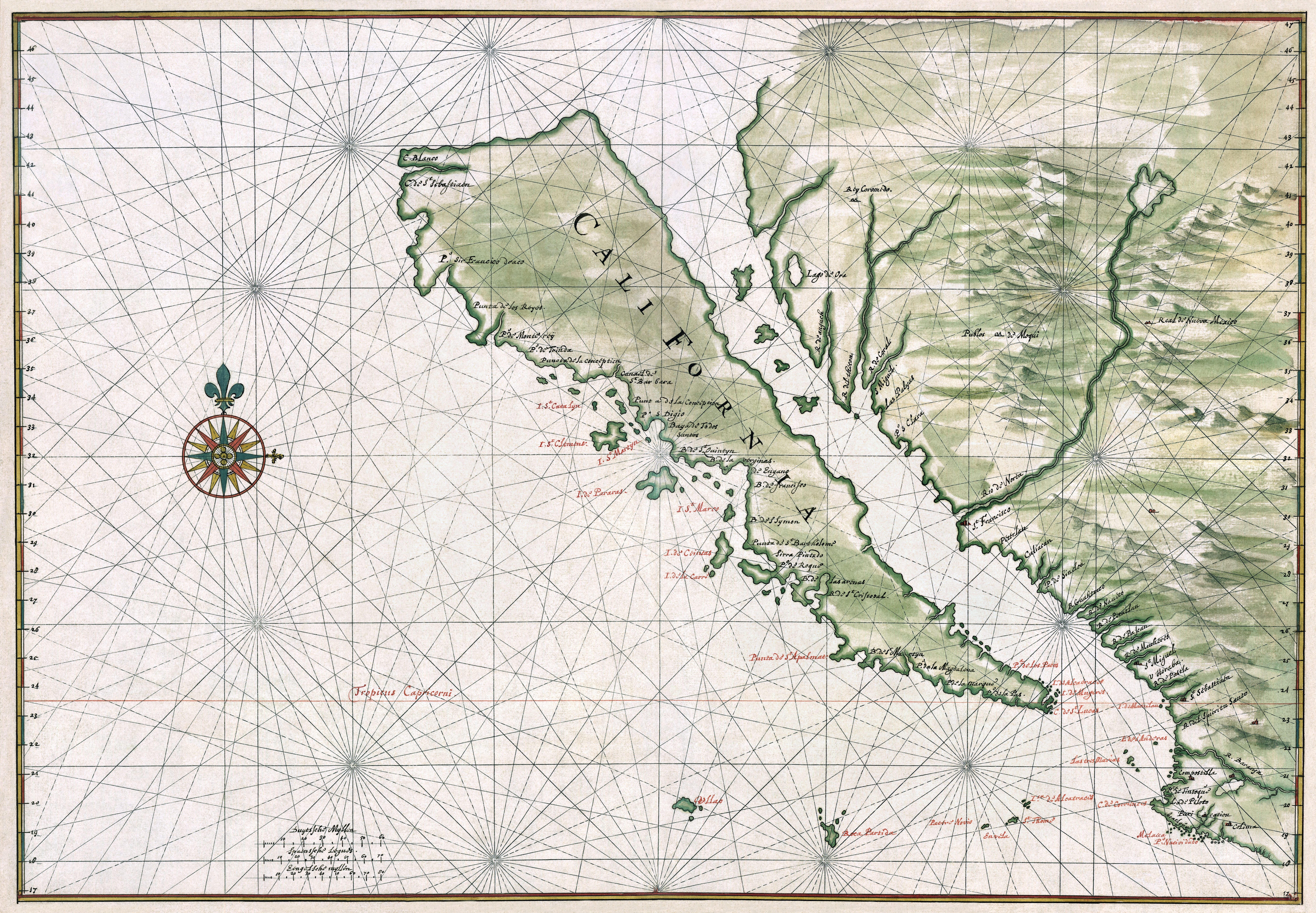
1650년경 제작된 지도

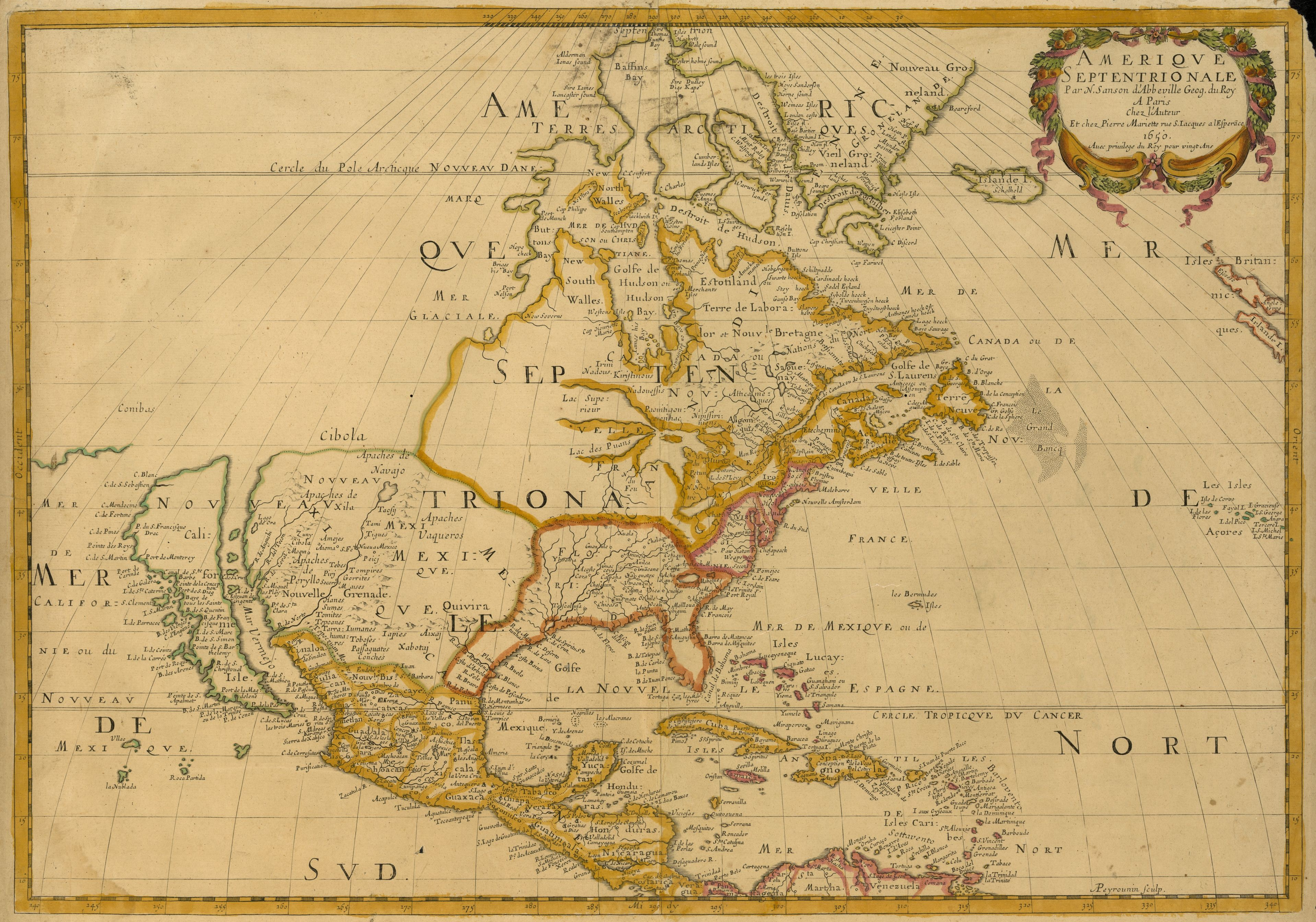
니콜라 상송(Nicolas Sanson)에 의해 1650년 제작된 지도

캘리포니아섬(Island of California)은 바하칼리포르니아반도를 북아메리카 본토의 일부가 아니라 현재의 칼리포르니아만으로 알려진 해협에 의해 대륙에서 분리된 큰 섬으로 착각했던 16세기부터 시작된 유럽인들의 오해를 지칭한다.
가장 유명했던 지도학 오류들 중 하나였던 이 이론은 1510년 스페인의 작가 가르시 로드리게스 데 몬탈보의 로맨스 소설 Las sergas de Esplandián에서 처음 언급됐다.
1533년 에르난 코르테스에 의해 파견된 포르툰 시메네스(Fortún Ximénez)가 바하칼리포르니아가 반도임을 밝혀냈으나 현재의 밴쿠버섬을 캘리포니아로 착각한 후안 데 푸카 등의 사례와 같이 오랜 시간 동안 바하칼리포르니아반도가 섬으로 여겨지기도 했다.
이후 점차 여러 탐험가들에 의한 반박과 지도학의 발전으로 바하칼리포르니아반도가 섬이 아니라 반도임이 밝혀지게 되었다.
하지만 17세기와 18세기의 많은 지도에서 섬처럼 표시되기도 하였으며 한편 이 오류는 처음엔 에덴 동산이나 아틀란티스같은 지상낙원의 개념과 결합되기도 하였다.